# Otto Alscher
Otto Alscher (Perlasz, 1880. január 8. – Zsilvásárhely, 1944. december 29.) romániai német író, az irodalomtörténetben mint "Magyarország német költőjét" említik.

## Élete
Apja Otto Alscher volt, akinek három gyermeke közül ő volt a legidősebb. 1891-ben a család Orsovára költözött, ahol apja megnyitotta a térség első fényképészeti műtermét. Otto 1904-ben vette feleségül az óvónő Leopoldine Elisabeth Amont (másik nevén Else Alscher, aki maga is foglalkozott irodalommal). Házasságukból három gyermek született. Alscher később elhagyta családját, s egy nála húsz évvel fiatalabb tanárnővel, Elisabeth Amberggel élt együtt, akitől öt gyermeke született. 
Alscher magyar iskolába járt. 1898-ban mint grafikus végzett a Höhere Graphische Bundes-Lehr- und Versuchsanstaltban Bécsben. Közel állt a természethez, tisztelte Nietzschét, valamint kapcsolatban állt a bécsi bohém társasággal. Író és újságíró lett, házassága után házat épített Orsova mellett, ahol élt s dolgozott. 1911-től Budapesten dolgozott mint újságíró. Több lapnak is munkatársa volt, például a Pester Lloyd-nak, s egy ideig vezető tisztséget töltött ben a Budapester Tageblatt-nál, ahol olyan német szerzőket népszerűsített, mint például Nikolaus Schmidt, Johann Eugen Probst vagy Adam Müller-Guttenbrunn.
1915-ben katonai szolgálatra hívták be. Kezdetben támogatta a háborút, később azonban háborúellenessé vált. Frontszolgálat után 1916-ban malária miatt leszerelték, ezután a sajtóban dolgozott. 1918-tól a Banater Bauernblatts szerkesztője volt, később a Belgrader Zeitung, majd 1919-től a budapesti Deutsches Tageblatt szerkesztője lett. Tagja volt a Deutschen Volksratnak (Német Néptanács), amelyben a magyarországi német kisebbségek jogaiért, valamint a Bánság Romániához való csatolásáért kampányolt.
Politikai okokból el kellett hagynia a fővárost, és a temesvári Deutsche Wacht majd a Schwäbische Volkspresse című lapoknál dolgozott. Itt Franz Xaver Kappusszal közösen a régió germanizmusának egyik szószólója volt. A romániai német etnikai csoport művelődési kamarájának 1943. január 16-án, Temesváron rendezett ünnepsége alkalmából Andreas Schmidt Volksgruppenführer, a népi németek vezetője kitüntette. Ezután visszatért vidéki házába. A második világháború alatt Románia az 1944. augusztusi királypuccs után a szövetségesek oldalára állt. Alschert ez év szeptemberében Marosvásárhelyre internálták, ahonnan októberben megszökött, csaknem 100 kilométert sétált hazáig, de Orsova belvárosaban ismét letartóztatták, s rövid idő múlva a zsilvásárhelyi internálótáborban meghalt.

## Munkássága
Műveire a természet iránti szeretet jellemző. A Strömungen – Sieben Erzählungen neuerer Dichter (1919) című antológiában szerepel Die Hunde című novellája, amely egy sarkvidéki expedíciót ír le, a kutatók és a szánhúzó kutyák együttműködésének kudarcát annak tulajdonítja, hogy az emberek nem ismeriok sem a tájat, sem a kutyák természetét. 1917-ben jelent meg első, állatmeséket tartalmazó kötete a Die Kluft, Rufe von Menschen und Tieren amelyhez Hermann Hesse írt előszót. 1919-1920-ban a bécsi szecesszió esztétikai-etikai normáit követte Kämpfer című regényével. Tiergeschichten.Tier und Mensch című kötete az emberek és az állatok közti kapcsolatot dolgozza fel, Jack London munkáihoz hasonló stílusban. 1936-ban Alschert kritizálták Nietzsche ideológiailag nem megfelelő értelmezése miatt, emiatt a kiadó elutasította Zwei Mörder in der Wildnis című regénye megjelentetését, noha az korábban folytatásokban már publikálásra került.

## Válogatott művei
- Zigeuner, Langen Verlag, München, 1914
- Wie wir leben und lebten, Kulturverband Timisoara-Temeschburg, 1915
- Die Kluft. Rufe von Menschen und Tieren, Langen Verlag, München, 1917
- Belgrader Tagebuch. Feuilletons aus dem besetzten Serbien 1917–1918, Kriterion-Verlag, 1975
- Tier und Mensch, A. Langen, München 1928
- Zwischenspiel im Mondschein. Tiergeschichten, Jugendverlag Bukarest, 1967
- Die Straße der Menschen und andere Erzählungen, Literaturverlag Bukarest, 1968
- Gogan und das Tier, Kriterion-Verlag, Bukarest, 1970
- Der Löwentöter. Ein Urweltroman, Kriterion-Verlag, Bukarest 1972
- Das Rätsel eines Wolfes, Ion-Creangă-Verlag, Bukarest, 1975
- Tier- und Jagdgeschichten, Kriterion-Verlag, Bukarest, 1977
- Der Weg aus den Wäldern. Tier- u. Jagdgeschichten, Ion-Creangă-Verlag, Bukarest, 1980
- Belebte Nacht. Tier- und Jagdgeschichten, Kriterion-Verlag, Bukarest, 1981
- Erzählungen, Verlag Landsmannschaft der Banater Schwaben, München, 1995, ISBN 973-97541-2-0
- Die Bärin. Natur- und Tiergeschichten aus Siebenbürgen Verlag Natur + Text, Rangsdorf, 2000,  ISBN 978-3-9807627-0-0
- Ich bin ein Flüchtling, Roman, Wentworth PR, 2918, ISBN 978-0341544845

## Fordítás
- Ez a szócikk részben vagy egészben  az   Otto Alscher című német Wikipédia-szócikk ezen változatának fordításán alapul.  Az eredeti cikk szerkesztőit annak laptörténete sorolja fel. Ez a jelzés csupán a megfogalmazás eredetét és a szerzői jogokat jelzi, nem szolgál a cikkben szereplő információk forrásmegjelöléseként.